# Батифоло (Ла Специја)
Батифоло је насеље у Италији у округу Ла Специја, региону Лигурија.
Према процени из 2011. у насељу је живело 89 становника. Насеље се налази на надморској висини од 6 м.